# Miriam Smith (Politikwissenschaftlerin)
Miriam Smith (* 25. Mai 1960) ist eine kanadische Politikwissenschaftlerin, die als Professorin an der York University in Toronto forscht und lehrt. Sie amtierte 2008/09 als Präsidentin der Canadian Political Science Association (CPSA).

## Studium und Forschungsinteressen
Smith studierte Politikwissenschaft an der McGill University in Montreal und machte dort ein Bachelor-Examen (First Class Honours) und wechselte dann an die Yale University in New Haven, wo sie zur Ph.D. promoviert wurde.
Ihre Forschungsinteressen sind: Politics und Regierung, LGBT-Politik in Kanada und den USA, Föderalismus und Soziale Bewegungen.

## Schriften (Auswahl)

### Monographien
- A civil society? Collective actors in Canadian political life. University of Toronto Press, North York 2018, ISBN 978-1-4875-8779-6.
- North York, Ontario, Canada: University of Toronto Press
- Political institutions and lesbian and gay rights in the United States and Canada. Routledge, New York 2008, ISBN 978-0-415-98871-1.
- Lesbian and gay rights in Canada. Social movements and equality-seeking: 1971–1995. University of Toronto Press, Toronto/Buffalo 1999, ISBN 0-8020-4391-7.

### (Mit-)Herausgeberschaften
- Group Politics and Social Movements in Canada. 2. Auflage, University of Toronto Press, Toronto 2014, ISBN 978-1-4426-0695-1.
- Critical policy studies. UBC Press, Vancouver 2007, ISBN 978-0-7748-1317-4.
- New trends in Canadian federalism. 2. Auflage, Broadview Press, Peterborough 2003, ISBN 1-55111-414-3.